# Georg Fritze
Georg Fritze (Magdeburgo, 1 de agosto de 1874 - Colonia,  3 de enero de 1939) fue un teólogo y pastor protestante, socialista y antifascista.

## Vida
Estudió Teología Evangélica en Halle (Sajonia-Anhalt) y Marburgo. Obtuvo su primer título en Teología en 1896 en Halle y el segundo en 1898 en Magdeburgo. Prestó servicio militar entre 1889 y 1890. Posteriormente fue asistente de pastor, y más tarde "segundo pastor" en la Iglesia Misión belga de Charleroi, en la cual fue ordenado el 30 de septiembre de 1900. Después de cuatro años regresó a la iglesia prusiana provincial de Sajonia, donde se desempeñó primero como vicario. Un año después fue elegido como pastor en la ciudad de Nordhausen. En 1905 se casó con Catherine Havela, holandesa de Haarlem; la pareja tuvo cuatro hijos.
En abril de 1916 aceptó la elección como pastor de la Iglesia de la Trinidad en Colonia. Entre el 15 y el 19 de enero de 1919 habló en la Sala Gürzenich de Colonia, totalmente colmada, sobre un tema poco usual en la época: "Iglesia y Socialdemocracia". Georg Fritze exigió poner fin a la hostilidad de la iglesia contra el movimiento obrero y criticó al mismo tiempo la enemistad del Partido Socialdemócrata de Alemania con la religión. Siguiendo estas ideas, junto con algunos pastores y un grupo de trabajadores religiosos interesados en apoyar las reivindicaciones de los obreros, fundó el 9 de marzo de 1920 una  Asociación de religiosos socialistas. Fritze fue así con Christoph Blumhardt, quien en 1899 debió renunciar al pastorado por sus ideas, y con Erwin Eckert y Emil Fuchs, uno de los primeros pastores que en Alemania fueron conocidos como socialistas.
En septiembre de 1919 Fritze acudió a la reunión de los teólogos evangélicos Tambacher, de la cual surgió la llamada en los años 20 teología dialéctica y llegó a conocer, entre otros, a Karl Barth, quien más tarde fue, como Fritze y hasta su expulsión de Alemania, uno de los pastores evangélicos socialdemócratas. A partir de allí Fritze viró de la teología liberal hacia la teología dialéctica.
Desde los años 20 Fritze también promovió la ordenación de mujeres, y por lo menos cuatro mujeres completaron, guiadas por él, su tiempo como vicarias, lo que entonces era completamente inusual.
En 1928 Fritze fue el primer pastor en restaurar la Iglesia Cartuja de Colonia. En el "Boletín Pastoral Cartujo" advirtió en repetidas ocasiones contra el fascismo.
En diciembre de 1930, en la Asociación de Religiosos Socialistas de Colonia se debatía sobre la cuestión de la violencia en la resistencia contra el nazismo. Temían que "las batallas pueden estar próximas" y se discutió la posibilidad de cumplir con el principio de la No violencia, o si era probable que la violencia y debían prepararse para ella.
A partir de 1933 se exacerbaron en Colonia los conflictos creados por el creciente número de los llamados Cristianos Alemanes (en alemán Deutsche Christen) que apoyaban a los nazis. Fritze contribuyó en 1934 a la fundación de la Iglesia Confesante que,  aunque al principio consiguió oponerse a la centralización estatal de las iglesias, no pudo impedir, sin embargo, la apropiación nazi de la iglesia desde 1935, con la táctica de copar los Comités eclesiales en las elecciones de base, aprovechando la capacidad que ya había logrado el nazismo para imponerse en toda votación que se efectuara en Alemania. Se esperaba que Fritze se distanciara del socialismo y cediera a las peticiones de los nazis. 
En 1938 se le exigió a Fritze un juramento de lealtad a Adolfo Hitler. Al negarse, fue destituido como pastor el 17 de octubre de 1938. Su salud se deterioró severamente a consecuencia de estos enfrentamientos. El 3 de enero de 1939, murió de insuficiencia cardiaca tras una apoplejía. Tres días después fue enterrado en el Cementerio de Colonia del Sur.

## Memoria
En 1980 hubo una disculpa pública por la destitución de Fritze, expresada por la Asociación de Iglesias de Colonia. En el patio de la Cartuja, fue colocada en 1981 una placa en memoria de Georg Fritze. Desde el mismo año la iglesia del distrito centro de Colonia concede cada dos años el Premio Georg Fritze a "las personas y grupos de trabajo que sirven a las víctimas de la dictadura y la violencia."
En el barrio de Seeberg de Colonia existe una calle Georg-Fritze-Weg. En 1992 la comunidad evangélica donó una estatua de Georg Fritze, realizada por el escultor Joachim G. Droll, que se colocó en la torre del ayuntamiento de Colonia.